# Moenkhausia intermedia
Moenkhausia intermedia és una espècie de peix de la família dels caràcids i de l'ordre dels caraciformes.

## Morfologia
- Els mascles poden assolir 8 cm de llargària total.[5]

## Alimentació
És omnívor i menja, preferentment, crustacis petits.

## Hàbitat
Viu a àrees de clima tropical entre 23 °C - 27 °C de temperatura.

## Distribució geogràfica
Es troba a Sud-amèrica: conques dels rius Amazones, Orinoco, de la Plata, Approuague, Maroni i Mana.

## Observacions
Pot saltar fora de l'aigua per a escapolir-se dels seus depredadors.